# فاطمة هاشمي
فاطمة هاشمي رفسنجاني (بالفارسية: فاطمة هاشمى رفسنجانى) (1959) سياسية إيرانية.عضو بارز في حزب الاعتدال والتنمية ، وتدير المؤسسة الخيرية للأمراض الخاصة. في عام 1995 كانت رئيسة الوفد الإيراني في الندوة الأولى لمنظمة البلدان الإسلامية حول دور المرأة في المجتمع الإسلامي التي عُقدت في طهران. وهي أيضا الأمين العام لجمعية تضامن المرأة في إيران.